# Герберт, Ричард, лорд Чербери
Ричард Герберт, лорд Чербери в Шропшире и замка Монтгомери (англ. Richard Herbert, Lord of Cherbury; 1557—1596) — английский мировой судья и член Палаты общин Англии.

## Биография
Старший сын Эдварда Герберта (ок. 1513—1593), члена боковой линии семьи графов Пембрук. В 1576 году он был студентом юридического факультета Миддл-Темпл.
В 1581 году Ричард Герберт женился на Магдалине Ньюпорт (1561—1627), дочери сэра Ричарда Ньюпорта (1511—1570) из Хай-Эрколла, Шропшир. Его старший сын, Эдвард Герберт, 1-й барон Герберт из Чербери (род. 3 марта 1583). Последующими детьми были Элизабет, Маргарет, Ричард, Уильям, Чарльз, поэт Джордж Герберт (род. 3 апреля 1593), Генри (род. 1594), Фрэнсис и Томас (род. 1597). К 1593 году семья переехала в Блэк-Холл, большой низкий дом в долине, откуда открывается вид на замок Монтгомери.
Он был хранителем рукописей (Custos Rotulorum) графства Монтгомеришир в 1594—1596 годах. Он был членом (депутатом) парламента Англии от округа Монтгомери в 1581 году (вместо члена, предположительно мертвого, но оказавшегося «ведущим простую жизнь») и от Монтгомеришира в 1584 году.
Он унаследовал поместья своего отца в 1593 году. После его смерти в 1596 году, когда его жена была беременна десятым ребёнком, Ричард Герберт был похоронен 15 октября в приходской церкви Святого Николая в Монтгомери. Его семья переехала в Оксфорд, а затем в Лондон.
Его вдова позднее снова вышла замуж в 1609 году за сэра Джона Дэнверса (ок. 1585—1655) и умерла в 1627 году.